# Calamonastes
Calamonastes és un gènere d'ocells de la família dels cisticòlids (Cisticolidae). Les espècies són originàries d'Àfrica.

## Taxonomia
Segons la Classificació del Congrés Ornitològic Internacional (versió 15.1, 2025) aquest gènere conté 4 espècies:
- Calamonastes simplex - camaròptera grisa.
- Calamonastes undosus - camaròptera del miombo.
- Calamonastes stierlingi - camaròptera de Stierling.
- Calamonastes fasciolatus - camaròptera barrada.